# Daïra de Chetaïbi
La Daïra de Chetaïbi est une circonscription administrative algérienne située dans la wilaya d'Annaba. Son chef-lieu est situé sur la commune éponyme de  Chetaïbi

## Communes
La daïra est composée d'une commune : Chetaïbi